# Nannarella (cantante)
Nannarella, pseudonimo di Anita Nannuzzi (Roma, 22 aprile 1946), è una cantante italiana attiva principalmente negli anni settanta.

## Biografia
Debutta nel 1971 accompagnandosi con la chitarra proponendo in vari locali romani il repertorio folk della tradizione, ed è scoperta da Otello Profazio, che la ascolta cantare in un locale di Trastevere; ottenuto un contratto con la Fonit-Cetra pubblica il primo album, Chi offenne Roma offenne mamma mia, con canti tradizionali e la cover di Notte serena di Gabriella Ferri; l'album viene presentato anche in concerto con Otello Profazio e Matteo Salvatore. Lo stesso anno collabora al disco della medesima serie Folk della Fonit-Cetra Te possino da' tante cortellate del gruppo "Osteria n. 2 - Da Roma", interpretando Nina, se voi dormite, Notte serena e Barcarolo romano, accompagnata alla chitarra da Giuseppe La Licata (alias Pino er Pasticciere, uno dei musicisti di Gabriella Ferri), con cui ha collaborato anche in altre occasioni.
Partecipa al Festival di Sanremo 1975 con Sotto le stelle, inedito di Romolo Balzani; al cantautore dedica il suo secondo album, con cover di Balzani tra cui la notissima Barcarolo romano.
Continua per qualche tempo l'attività a livello locale.

## Discografia

### Album
- 1973 - Chi offenne Roma offenne mamma mia (Fonit-Cetra, Folk, vol. 19, LPP 218)
- 1975 - So' stato a vede' Romolo Balzani (Fonit-Cetra, Folk, vol. 35, LPP 279)

### Singoli
- 1975 - Sotto le stelle/Stornellata alle donne (Fonit-Cetra, SP 1574)

### Collaborazioni
- 1973 - Osteria n. 2 – Da Roma, Te possino da’ tante cortellate (Fonit-Cetra, Folk, vol. 12, LPP 200)